# 無意味良品
『無意味良品』（むいみりょうひん）とは、2004年4月から2007年2月までBSフジで木曜22:00 - 22:54に放送されていたバラエティ番組（うち2006年と2007年は過去回の再放送）。
本項ではフジテレビで2012年10月4日25:35 - 26:35に放送された『となりのスージー』についても記述する。

## 無意味良品

### 番組概要
前番組『宝島の地図』を引き継いでスタートした。その斬新なイラストや演出から視聴者からコアな人気を得ていた。フジテレビでも2006年3月1日に放送された。
メインである「無意味良品」のコーナーは、都内某所にあるという架空の商社・金蛇商事の社員たち（アニメーションキャラクター）が世界中で見つけた、まったく無意味だが味わいや面白みのある商品を「良品」として紹介し、実写のスタジオでゲストたちが品評会議を行う。販売が決定した商品は実際に販売された。
ミュージカル仕立てのアニメーションコーナーや、いわゆる迷曲を取り上げる「良盤ジャンケン」などのコーナーも存在した。
キムスネイクを始めとする金蛇商事のキャラクターたちは、のちにGyaOで放送された『キムサウンドストーリー』にも登場している。

### 出演者
アニメーションキャラクター
- キムスネイク社長 - 声：不明
- ファンキー・ブラックブラザー - 声：tora
- 政 - 声：秋山想
- リンダ - 声：廣田由佳
- ジョージ - 声：秋山想
- マック - 声：米山範彦
- マミ - 声：塩湯真弓
- マスター - 声：シュウ・ホシノ

実写パート出演者
アニメーションパートにも出演している場合がある。（）内はアニメパートでの名前。
- 阿川佐和子（サワコ）
- 笑福亭笑瓶（ショウヘイ）
- 三船美佳（ミカ）
- ブラザートム（トム）
- 河西りえ
- 吉村智樹
- 石川浩司
- 安齋肇
- 竹山隆範（タケ）
- 西岡徳馬（トクマ）
- 板尾創路（イツジ）
- 大沢誉志幸（ヨシ）
- 土岐田麗子（レイコ）

ほか

### コーナー
- 無意味良品
- 無意味良玩
- 無意味良品カタログ
- 無意味良盤

### スタッフ
- ナレーター - 中村正
- キャラクターデザイン - 木村タカヒロ
- ディレクター - 澤田賢一、清月勇二、朝井和久士、ヒート・城川
- 演出 - サリー・リュウ
- プロデューサー - 立本洋之（BSフジ）、米山範彦（C-block）、山口哲一（BUG）、まつもとまもる
- 企画・構成・演出 - キムスネイク
- 制作 - BSフジ、DCU

### 音楽
- オープニングテーマ	「It's meeningless ?」作編曲　永田"zelly"健志
- エンディングテーマ	「IMINIAI ?」作編曲　永田"zelly"健志

## となりのスージー
「となりのスージー」はフジテレビで2012年10月4日25:35 - 26:35に放送されたミュージカル仕立ての数字情報バラエティ番組。

### 番組概要
「フィガー大学数理学科」の学生達は勉強が苦手なので隣に住んでいるスージーに数字についてのことは頼りきっている、
最後に「The Wild One」をスージーが歌い、みんなで踊った。

### 声の出演
- スージー

「Saucy Junior High School」に通う計算に強い12歳の女の子。
好きな学科は算数で、好きな食物はグミ。
歌が上手い。（歌：スージー・クアトロ）
- アツシ - 田村淳

フィガー大学数理学科の寮長。
- マッキー - 牧原俊幸

副寮長。
- ダーオカ - 岡田圭右

寮生。
- サシハラ - 指原莉乃

寮生。
- ユージ - ユージ

寮生。

### コーナー
- 沁みる数字
- 見える数字？スージービジュアライズ？
- シアワセの確率
- 愛の数字

### スタッフ
- ナレーター - 金井昌宏
- 企画 - 小松純也
- 構成 - 古井知克
- TP - 高瀬義美
- TD - 岩田一己
- VE - 齋藤雄一
- MIX - 奈良岡純一
- 編集 - 反畑弘一、村岡剛、三浦淳
- MA - 松岡洋一
- 音響効果 - 鈴木瑞穂、富岡隆晃
- TK - 井上奈美
- 技術協力 - ニューテレス、OMNIBUS JAPAN、SPOT
- ロケ技術 - 池田屋
- CG - ぴーたん
- 協力 - ケッティ、アマナイメージス、アフロ、オフィス悠、家庭教師のトライ
- リサーチ - 田畑功太
- VTRイラスト - やまざきゆき
- 広報 - 瀬田裕幸
- 編成 - 清水泰貴
- デスク - 西岡知子
- AP - 山田裕子、川原布友美。伊藤ひろみ
- 演出補 - 嶋田哲治、高松千奈、善田里奈、伊藤竜太
- ディレクター - 久延雅一、曽我和隆
- キャラクターデザイン・アニメーション - 木村タカヒロ
- 制作協力 - αgrid、PLATFORM.INK、c-block
- プロデューサー - 米山範彦、朝倉千代子、村山学、坪井理沙、佐々木成人
- チーフプロデューサー - 挾間英行
- 演出 - 井上晃一（c-block）
- 制作著作 - フジテレビ

### 音楽
スージー・クアトロ『The Wild One』